# 순천 창촌리 석불입상
순천 창촌리 석불입상(順天 倉村里 石佛立像)은 대한민국 전라남도 순천시 주암면 창촌리에 있는 석불입상이다. 1984년 2월 29일 전라남도의 문화재자료 제51호로 지정되었다.

## 개요
전라남도 순천시 주암면 창촌리에 있는 이 석불입상은 현재 개인 소유의 밭 가운데 위치하고 있다.
둥근 얼굴은 비교적 원만한 모습으로, 눈은 약간 위로 치켜 뜨고 있고 입은 작게 표현되어 있다. 귀는 유난히 얇아져 뒤로 바싹 붙어 있으며, 신체에 비해 두꺼운 목에는 3개의 주름인 삼도(三道)가 희미하게 새겨져 있다.
양 어깨에 걸치고 있는 옷는 가슴 아래에서 U자형으로 퍼져 나갔으며, 오른팔 아래에서 띠매듭이 지나간 형식이 있는 점이 특이하다. 두 손은 아래로 내려 손바닥이 밖을 향하고 있는데 오른손이 너무 과장되게 조각되어 균형을 잃고 있다.
목 부분이 신체 부위에 비해 두꺼워 육중해 보이는 이 석불은 전체적으로 균형이 맞지 않다. 하반신이 땅에 묻혀 있어 정확한 원형을 알 수 없으나 고려 초기에 만든 것으로 추정된다.

## 참고 문헌
- 창촌리석불입상 - 국가유산청 국가유산포털